# Samuel Mockbee
Samuel „Sambo“ Mockbee (23. prosince 1944 Meridian – 30. prosince 2001) byl americký architekt. 

## Životopis
Narodil se ve městě Meridian ve státě Mississippi. Miloval kreslení a už od svých devíti roků věděl, že se jednou chce stát architektem. I přes to, po skončení střední školy a před začátkem řádného studia architektury, sloužil dva roky v americké armádě jako dělostřelecký důstojník. Ke konci jeho závazné služby v armádě se zapsal na Auburnskou univerzitu, kde v roce 1974 promoval jako architekt.
Do rodného Mississippi se vrátil v roce 1977, aby zahájil spolupráci se svým spolužákem a kamarádem Thomasem Goodmanem. Firma si rychle vytvořila dobré jméno v celé oblasti. Bylo to hlavně pro jejich vynikající design, který byl pevně spjatý s používáním místních materiálů a založený na původní lokální obraznosti.
Mockbee Goodman Architects během jejich krátkého společného působení vyhráli více než 25 státních a regionálních cen za architekturu. Avšak, až spolupráce s Colemanem Cokerem v roce 1983 přinesla Mockbeemu reputaci jako jednoho z předních národních regionalistů. Jejich spolupráce byla uznávána pro vynalézavý a bizarní druh regionalizmu.

### Rural Studio
Rural Studio Auburnské univerzity se stalo pro Mockbeeho nástrojem, který mu pomohl zrealizovat jeho osobní představy o architektuře. Zajímal se o venkovské oblasti, s čím souviselo i jeho porozumění pro jejich znevýhodněné obyvatele. Toto vedlo Mockbeeho spolu s Dennisom K. Ruthem aby založili program Rural Studio. Bylo koncipované jako možnost pozdvihnout na duchu venkovskou chudobu pomocí vytvoření nových domovů a občanské vybavenosti, u které usilovali o stejné množství architektonických ideálů a výhod, jaké mají budovy s velkým rozpočtem a prosperující klientelou. Těmto dvěma architektům šlo zejména o realizace jednoduchých, ale nápaditých příbytků a center pro nejchudobnější obyvatele v americkém okresu Hale County ve státě Alabama. Studenti architektury z Univerzity Auburn za období uplynulých deseti roků zrealizovali okolo 20 architektonických staveb, při kterých použili převážně recyklované a darované materiály, které by jinak byly považované za odpad. Často používali prvky místní architektury v kontrastu s moderními formami. Daleko od mediálně oslavovaných klenotů tzv. hvězdných architektů vytvořili studenti v „zapomenuté“ Alabamě architekturu s výrazným sociálním a ekologickým podtónem. V projektech Rural Studio propojením všeobecně-prospěšné práce a studia dospěli k reálné architektonické praxi. Mockbee zdůrazňuje, že se jedná o vzdělávací program, který má studentům zprostředkovat praxi a umění architektury.
Jednou řekl, že: Každý člověk, ať už je bohatý nebo chudý, chce to samé... ne jenom teplou, suchou místnost, ale úkryt pro svoji duši. A právě Rural Studio představuje toto úsilí.
Práce Rural Studia je dobře zdokumentována a oceněna mnohými vyznamenáními nejen ze Spojených států ale z celého světa. V roce 2001 byl Mockbee jeden z osmi oceněných cenou Mississippi Governor’s Award za excelentní architekturu. V roce 2000 se stal jedním z osmi národních architektů vyznamenaných za environmentální, sociální a estetické přínosy Smithsonian Cooper-Hewit National Design muzeem na White House Ceremony. Kromě Auburnské univerzity, Mockbee vyučoval mimo jiné též na Harvardu, Yale, Berkley, a na University Virginia.

### Smrt
V září 1998 byla Mockbeemu diagnostikována leukémie. I přes to, že jej choroba položila na dno, vytrval při poslání Rural Studia a se svými studenty začal experimentovat s recyklovanými výrobky jako byly vyřazené skříně a koberce, což byl potenciální a laciný stavební materiál. Po výrazném ba až zázračném zotavení pokračoval ve sbírání cen a uznání za svoji práci, mezi jinými také obdržel Genius Grant od MacArthur Foundation. O tři roky později jej však choroba opět přemohla. Dne 30. prosince 2001 zemřel na její komplikace. Přežila ho jeho žena a čtyři děti, Margaret, Sarah Ann, Carol a Julius.
Dva roky po smrti byl nominován na Zlatou medaili Amerického institutu architektů. V tomto roce nebyla udělena žádná medaile, ale Mockbee ji obdržel už v roce následujícím.